# 贝尚反应
贝尚反应（Béchamp reaction）指芳香酚或胺用砷酸处理时，发生胂化作用得到对羟基苯胂酸和对氨基苯胂酸的衍生物。
也会产生非常少量的邻位取代产物。
除了苯系外，萘衍生物一般很难发生贝尚反应。
用于芳香有机砷化合物（如罗沙胂）的制取。

## 反应机理
类似于磺化反应，但胂化反应需要活泼氢原子，因此不如磺化反应普遍。